# Nevada Barr
Nevada Barr (Yerington, Nevada, 1952. március 1. –) amerikai író, hazájában az Anna Pigeon-krimisorozatával vált híressé. Első regényéért, a Track of the Cat-ért megkapta a neves Agatha- és Anthony-díjat is. Jelenleg New Orleansban él.

## Élete és pályafutása
Habár Barr Nevadában született, nevét mégsem az államról, hanem édesapja kedvenc könyvének egy szereplőjéről kapta. Iskoláit Kaliforniában végezte, és a Kaliforniai Egyetem dráma szakán szerzett diplomát. Majdnem két évtizeden keresztül dolgozott színházakban, szerepelt tévé- és reklámfilmekben vagy szinkronizált.
A férje ez idő alatt rendezőként dolgozott, de mindkettőjük karrierje új irányt vett, mikor bekapcsolódtak a Nemzeti Park Szolgálat környezetvédelmi mozgalmába. Nevada érdeklődése egyre nőtt a természetvédelem iránt, és nyaranta rangerként nemzeti parkokban kezdett dolgozni. Hat év után végül teljes munkaidős állást kapott a Mississippi-beli Natchez Trace Parkway-ben.
Erdőjáró évei alatt bontakozott ki írói tehetsége is, a tábortüzek mellett rendszeresen saját maga által kreált történetekkel szórakoztatta közönségét. Így kombinálta két szenvedélyét, és végül megszülettek az Anna Pigeon történetek, ahol minden egyes rész más-más nemzeti parkban játszódik.

## Írói munkássága

### Az Anna Pigeon sorozat részei
1. 1993 – Track of the Cat), (Guadalupe Mountains Nemzeti Park)
2. 1994 – Superior Death, (Isle Royale Nemzeti Park)
3. 1995 – Ill Wind, (Mesa Verde Nemzeti Park)
4. 1996 – Firestorm, (Lassen Volcanic Nemzeti Park)
5. 1997 – Endangered Species, (Cumberland Island National Seashore)
6. 1998 – Blind Descent, (Carlsbad Caverns Nemzeti Park)
7. 1999 – Liberty Falling, (Statue of Liberty National Monument)
8. 2000 – Deep South, (Natchez Trace Parkway)
9. 2001 – Blood Lure, (Glacier Nemzeti Park)
10. 2002 – Hunting Season, (Natchez Trace Parkway)
11. 2003 – Flashback', (Dry Tortugas Nemzeti Park)
12. 2004 – High Country, (Yosemite Nemzeti Park)
13. 2005 – Hard Truth, (Rocky Mountain Nemzeti Park)
14. 2008 – Winter Study, (Isle Royale Nemzeti Park)
15. 2009 – Borderline, (Big Bend Nemzeti Park)
16. 2010 – Burn, (New Orleans Jazz Nemzeti Történelmi Park)
17. 2012 – Ördögkatlan (The Rope) – Cor Leonis Kiadó,[3] (Glen Canyon Nemzeti Üdülőterület) – Anna életének és nyomozóvá válásának előzmény története.

#### Anna Pigeon jellemzői
Anna Pigeon egy fiktív park ranger és detektív egy személyben, aki regényről regényre más ügyben nyomoz. Az író számos élményét és tapasztalatát osztja meg általa olvasóival az erdőjáró munkáról.
Anna egy középkorú, alacsony, de roppant szívós asszony, akinek férjét egy taxi gázolta el New Yorkban. Idővel újra férjhez ment egy Paul Davidson nevű sheriffhez. Van egy húga, Molly, akinek férje nyugalmazott FBI-ügynök.

### Egyéb művei
Barr nagy sikerű sorozata mellett önálló regényeket is publikál.
- 1984 Bittersweet: Egy szívszorító történelmi regény, ami két nő szerelméről és küzdelméről szól a XIX. századi Amerikájában.
- 2003 Seeking Enlightenment – Hat by Hat : A Skeptic's Path to Religion: Nevada Barr spirituális útkeresésének, önmagára találásának története.
- 2009 13 ½ (ISBN 9789638889133, Cor Leonis Kiadó, 2011): pszichothriller

## Magyarul
- 13 1/2; Cor Leonis Films, Bp., 2011
- Ördögkatlan; ford. Illés Róbert; Cor Leonis, Bp., 2012

## Fordítás
- Ez a szócikk részben vagy egészben  a   Nevada Barr című angol Wikipédia-szócikk fordításán alapul.  Az eredeti cikk szerkesztőit annak laptörténete sorolja fel. Ez a jelzés csupán a megfogalmazás eredetét és a szerzői jogokat jelzi, nem szolgál a cikkben szereplő információk forrásmegjelöléseként.